# Melbourne
För andra betydelser, se Melbourne (olika betydelser).
Melbourne är en hamnstad i sydöstra Australien och huvudstad i den australiska delstaten Victoria. Det är Australiens näst största stad med drygt 4,4 miljoner invånare (2015). Melbourne var huvudstad i Australien från 1 januari 1901, då federationen bildades, fram till 9 maj 1927 då parlamentshuset i Canberra togs i bruk. Staden genomkorsas av floden Yarra.
Melbourne och Sydney har i hela Australiens moderna historia varit de två konkurrerande storstäderna och medan Sydney är det ekonomiska centret i federationen, så har Melbourne blivit den kulturella medelpunkten. En annan viktig skillnad städerna emellan är arkitekturen och stadsplaneringen. Sydney har med tiden fått en mer metropolartad struktur, vilket gör den mer oöverskådlig, medan Melbourne åtminstone i stadskärnan behållit mer av den brittiska koloniala stadsplaneringen. Gatorna är raka och geografiskt mycket jämnt fördelade, vilket gör det lätt att ta sig fram. Bland de mer kända byggnaderna i Melbourne kan nämnas Eureka Tower.
Melbourne grundades år 1835 av självständiga nybyggare på stränderna av Yarrafloden. Staden blev snabbt ett viktigt centrum i regionen, och guldrushen i Victoria på 1850-talet gjorde Melbourne till Australiens största och viktigaste stad under andra halvan av 1800-talet, innan rollen återtogs av Sydney. På grund av konkurrensen mellan de två jämnstarka städerna förlades den politiska verkställande makten i den självständiga staten till Canberra, en stad som grundades mitt emellan de båda städerna. Under andra världskriget låg de Allierades huvudkvarter för krigsoperationerna i Stilla havet under några år i Melbourne samtidigt som kriget gav produktionen i staden ett så pass stort uppsving att det blev Australiens viktigaste industristad. Melbourne var arrangörsort vid Olympiska sommarspelen 1956, vilket ytterligare befäste Melbournes position som kulturellt och idrottsligt centrum.

## Klimat
Melbourne har ett måttligt oceaniskt klimat och är känt för sina snabba väderbyten. Detta beroende bland annat på stadens platta topografi, dess placering vid Port Phillip Bay och Dandedongs Ranges öster om staden. Denna kombinationen gör att vädersystemen ofta cirkulerar i bukten. Detta har gett upphov till den för Melbourne kända frasen "fyra årstider på en dag". En annan faktor som bidrar till de snabba väderväxlingarna är att Melbourne ligger på gränsen mellan det varma och torra subtropiska klimatet i norr och det fuktiga tempererade klimatet längre söderut. Mycket varm luft från norr och kyligare luft söderifrån kan därmed snabbt byta plats. Kraftiga åskoväder, hagelskurar med mera är därför vanligt förekommande i samband med kallfronter.
Melbourne är kallare än andra australiska storstäder. Den lägsta temperaturen är uppmätt till 4,4 grader. Snö är extremt ovanligt inne i centrum, men i bergen runt staden är det relativt vanligt. Under sommarmånaderna kan det bli extremt varmt när nordliga eller nordvästliga vindar drar ner het ökenluft över sydöstra Australien. Rekordet ligger på 46,4 grader C den 7 februari 2009.[källa behövs]
|                                            | Jan  | Feb  | Mar  | Apr  | Maj  | Jun  | Jul  | Aug  | Sep  | Okt  | Nov  | Dec  |
| ------------------------------------------ | ---- | ---- | ---- | ---- | ---- | ---- | ---- | ---- | ---- | ---- | ---- | ---- |
| Normaldygnets maximitemperaturs medelvärde | 25,8 | 25,8 | 23,8 | 20,3 | 16,7 | 14,0 | 13,4 | 14,9 | 17,2 | 19,6 | 21,9 | 24,2 |
| Normaldygnets minimitemperaturs medelvärde | 14,2 | 14,5 | 13,2 | 10,7 | 8,6  | 6,9  | 6,0  | 6,6  | 7,9  | 9,5  | 11,1 | 12,9 |
|                                            |      |      |      |      |      |      |      |      |      |      |      |      |
| Nederbörd                                  | 48,0 | 47,7 | 50,1 | 57,7 | 56,3 | 49,4 | 47,7 | 50,2 | 58,5 | 66,8 | 59,5 | 59,0 |

| Diagram | temperaturer i °C • månadsnederbörd i mm | temperaturer i °C • månadsnederbörd i mm | temperaturer i °C • månadsnederbörd i mm | temperaturer i °C • månadsnederbörd i mm | temperaturer i °C • månadsnederbörd i mm | temperaturer i °C • månadsnederbörd i mm | temperaturer i °C • månadsnederbörd i mm | temperaturer i °C • månadsnederbörd i mm | temperaturer i °C • månadsnederbörd i mm | temperaturer i °C • månadsnederbörd i mm | temperaturer i °C • månadsnederbörd i mm | temperaturer i °C • månadsnederbörd i mm |
|         | 48 26 14                                 | 48 26 15                                 | 50 24 13                                 | 58 20 11                                 | 56 17 9                                  | 49 14 7                                  | 48 13 6                                  | 50 15 7                                  | 59 17 8                                  | 67 20 10                                 | 60 22 11                                 | 59 24 13                                 |

|                              | Jan  | Feb | Mar  | Apr  | Maj  | Jun  | Jul  | Aug  | Sep  | Okt  | Nov  | Dec  | År    |
| ---------------------------- | ---- | --- | ---- | ---- | ---- | ---- | ---- | ---- | ---- | ---- | ---- | ---- | ----- |
| Regndagar                    | 8.3  | 7.4 | 9.3  | 11.5 | 14.0 | 14.2 | 15.1 | 15.6 | 14.8 | 14.3 | 11.8 | 10.5 | 146.7 |
| Soldagar                     | 6.3  | 6.3 | 5.7  | 4.4  | 3.0  | 2.5  | 2.7  | 2.9  | 3.4  | 3.6  | 3.5  | 4.4  | 48.5  |
| Molndagar                    | 11.2 | 9.7 | 13.4 | 14.9 | 18.0 | 16.8 | 17.2 | 16.8 | 15.7 | 16.4 | 15.1 | 14.2 | 179.5 |
| Källa: Bureau of Meteorology |      |     |      |      |      |      |      |      |      |      |      |      |       |

## Kommunikationer
Melbournes spårvägar är världens största spårvägsnät och sträcker sig runt om i den stora staden med dess förorter. Melbournes pendeltåg trafikerar staden med förorter flera mil utanför staden och går i en tunnel i centrum med underjordiska stationer.

## Utbildning
Av de tjugo bästa gymnasieskolorna i Australien, enligt My Choice Schools rankning, ligger fem i Melbourne. Det har också skett en snabb ökning av antalet internationella studenter som studerar i staden, och Melbourne rankades som den fjärde bästa staden i världen att studera utomlands i QS Best Student Cities 2024-rankningen, och erkändes som den fjärde bästa universitetsstaden i världen 2008 efter London, Boston och Tokyo i en undersökning som beställts av Royal Melbourne Institute of Technology. Det finns åtta offentliga universitet i Melbourne: Melbourne University, Monash University, Swinburne University of Technology, Deakin University, Royal Melbourne Institute of Technology (RMIT University), La Trobe University, Australian Catholic University (ACU) och Victoria University (VU). 
Melbournes universitet har campus över hela Australien och vissa har även campus utomlands. Swinburne- och Monash-universiteten har campus i Malaysia, RMIT har campus i Vietnam och Monash har även forskningscenter i Prato, Italien, och en gemensam forskningsakademi med Indian Institute of Technology i Mumbai, Indien. University of Melbourne, Australiens näst äldsta universitet, är Australiens högst rankade universitet i de tre stora världsrankningarna - QS (13:e), THES (34:e) och Academic Ranking of World Universities (32:a), med Monash University också bland de 50 bästa - QS (37:e) och THES (44:e). Båda är medlemmar i Group of Eight, en sammanslutning av ledande australiensiska lärosäten som erbjuder integrerad och ledande utbildning.

## Kända personer från Melbourne
- Dame Nellie Melba (1861–1931), sångare
- Norman Brookes (1877–1968), tennisspelare
- Robert Greig (1879–1958), skådespelare
- Percy Grainger (1882–1961), pianist och tonsättare
- Rupert Murdoch (född 1931), entreprenör, tidningsman och mångmiljardär
- Germaine Greer (född 1939), feminist
- John Farnham (född 1949), sångare/musiker
- Peter McNamara (1955–2019), tennisspelare
- Flea (född 1962), musiker i Red Hot Chili Peppers
- Steve Irwin (1962–2006), djurparksägare
- Eric Bana (född 1968), skådespelare
- Kylie Minogue (född 1968), sångare
- Cate Blanchett (född 1969), skådespelare
- Ben Mendelsohn (född 1969), skådespelare
- Dannii Minogue (född 1971), sångare
- Mark Viduka (född 1975), fotbollsspelare
- James Wan (född 1977), regissör/manusförfattare
- Leigh Whannell (född 1977), skådespelare/manusförfattare
- Dirty South (född 1978), Dragan Roganović, DJ, skivproducent
- Chris Hemsworth (född 1983), skådespelare
- Bella Heathcote (född 1987), skådespelare/modell
- Vance Joy (född 1987), musiker, sångare
- Emily Browning (född 1988), skådespelare
- Eliza Jane Taylor (född 1989), skådespelare
- Liam Hemsworth (född 1990), skådespelare
- Jessie Jacobs (1990–2008), skådespelare
- Marny Kennedy (född 1994), skådespelare

## Annat Melbourne är känt för
- Olympiska sommarspelen 1956
- Melbournes Grand Prix (Formel 1)
- Australiska öppna (Tennis)
- Melbourne Comedy Festival
- Melbourne shuffle (En Dans)
- Melbourne har världens största spårvägsnät.
- Melbourne Cup